# Finska mästerskapet i bandy 1960
Finska mästerskapet i bandy 1960 avgjordes genom en enda serie. Oulun Palloseura vann mästerskapet.

## Mästerskapsserien

### Slutställning
| Lag                                | Spelade | Vinster | Oavgjorda | Förluster | Målskillnad | Poäng |
| ---------------------------------- | ------- | ------- | --------- | --------- | ----------- | ----- |
| OPS                                | 9       | 7       | 1         | 1         | 41–13       | 15    |
| Lappeenrannan Veiterä              | 9       | 4       | 4         | 1         | 32–16       | 12    |
| Käpylän Urheilu-Veikot             | 9       | 5       | 1         | 3         | 31–17       | 11    |
| Warkauden Pallo -35                | 9       | 5       | 1         | 3         | 29–16       | 11    |
| Veitsiluodon Vastus                | 9       | 5       | 1         | 5         | 35–30       | 11    |
| IFK Helsingfors                    | 9       | 4       | 0         | 5         | 24–27       | 8     |
| VPS                                | 9       | 3       | 2         | 4         | 27–37       | 8     |
| OLS                                | 9       | 3       | 1         | 5         | 25–30       | 7     |
| Kouvolan Urheilijoiden Palloilijat | 9       | 3       | 1         | 5         | 22–34       | 7     |
| Viipurin Reipas                    | 9       | 0       | 0         | 9         | 20–66       | 0     |

### Matcher
| Lag                                | OPS  | LV  | KUV | WP35 | VV  | HIFK | VPS  | OLS | KUP  | Reipas |
| ---------------------------------- | ---- | --- | --- | ---- | --- | ---- | ---- | --- | ---- | ------ |
| OPS                                |      | 4-1 | 3-0 |      | 7-1 |      | 4-2  | 1-2 |      |        |
| Lappeenrannan Veiterä              |      |     |     | 1-1  |     | 3-0  |      | 6-0 |      | 9-2    |
| Käpylän Urheilu-Veikot             |      | 2-2 |     | 3-2  |     |      | 2-3  | 5-1 |      |        |
| Warkauden Pallo -35                | 1-5  |     |     |      |     | 1-0  | 11-1 |     | 2-1  | 7-1    |
| Veitsiluodon Vastus                |      | 2-2 | 1-4 | 2-1  |     |      |      | 3-2 | 12-0 |        |
| IFK Helsingfors                    | 1-4  |     | 1-6 |      | 4-5 |      |      |     | 3-2  | 7-1    |
| VPS                                |      | 4-4 |     |      | 5-1 | 4-5  |      | 2-2 |      |        |
| OLS                                |      |     |     | 2-3  |     | 1-3  |      |     | 6-3  | 9-4    |
| Kouvolan Urheilijoiden Palloilijat | 3-3  | 1-4 | 3-2 |      |     |      | 5-1  |     |      | 4-1    |
| Viipurin Reipas                    | 2-10 |     | 1-7 |      | 5-8 |      | 3-5  |     |      |        |

Skiljematch: OLS - KUP 6-3.
KUP och Reipas åkte ur serien. Ersättare blev Oulun Työväen Palloilijat och Lappeenrannan Pallo-Toverit.

## Finska mästarna
OPS: Aarne Hyvönen, Jorma Ollanketo, Veijo Saariaho, Tauno Kaurala, Pauli Heiskanen, Matti Kovalainen, Raimo Kaarela, Heikki Ollikainen, Seppo Alatalo, Juhani Turpeenniemi, Alpo Aho, Seppo Yliluoma, Raimo Okkonen och Jorma Kukkonen.